# MotoGP

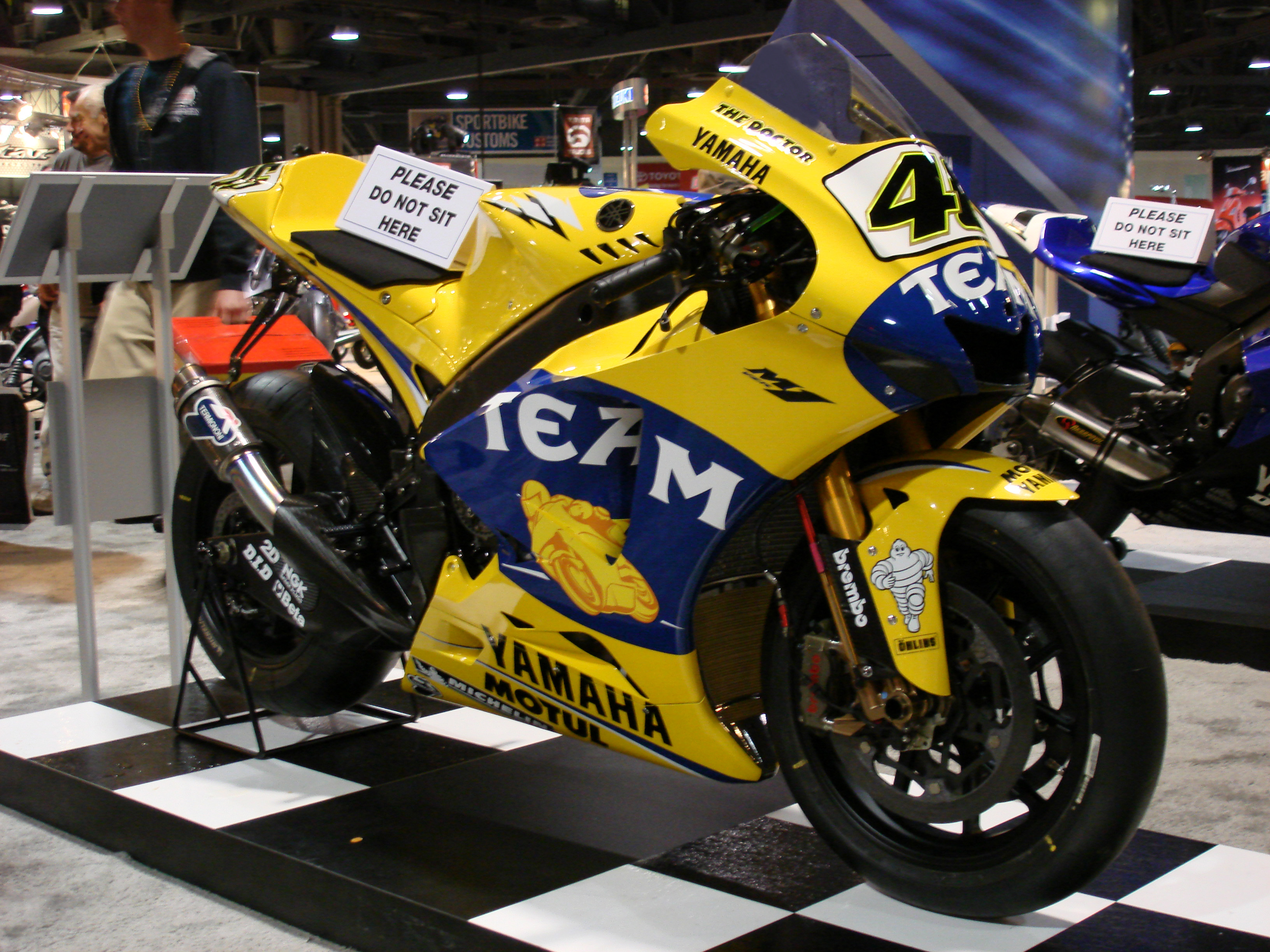
Мотоцикл Yamaha YZR-M1 MotoGP

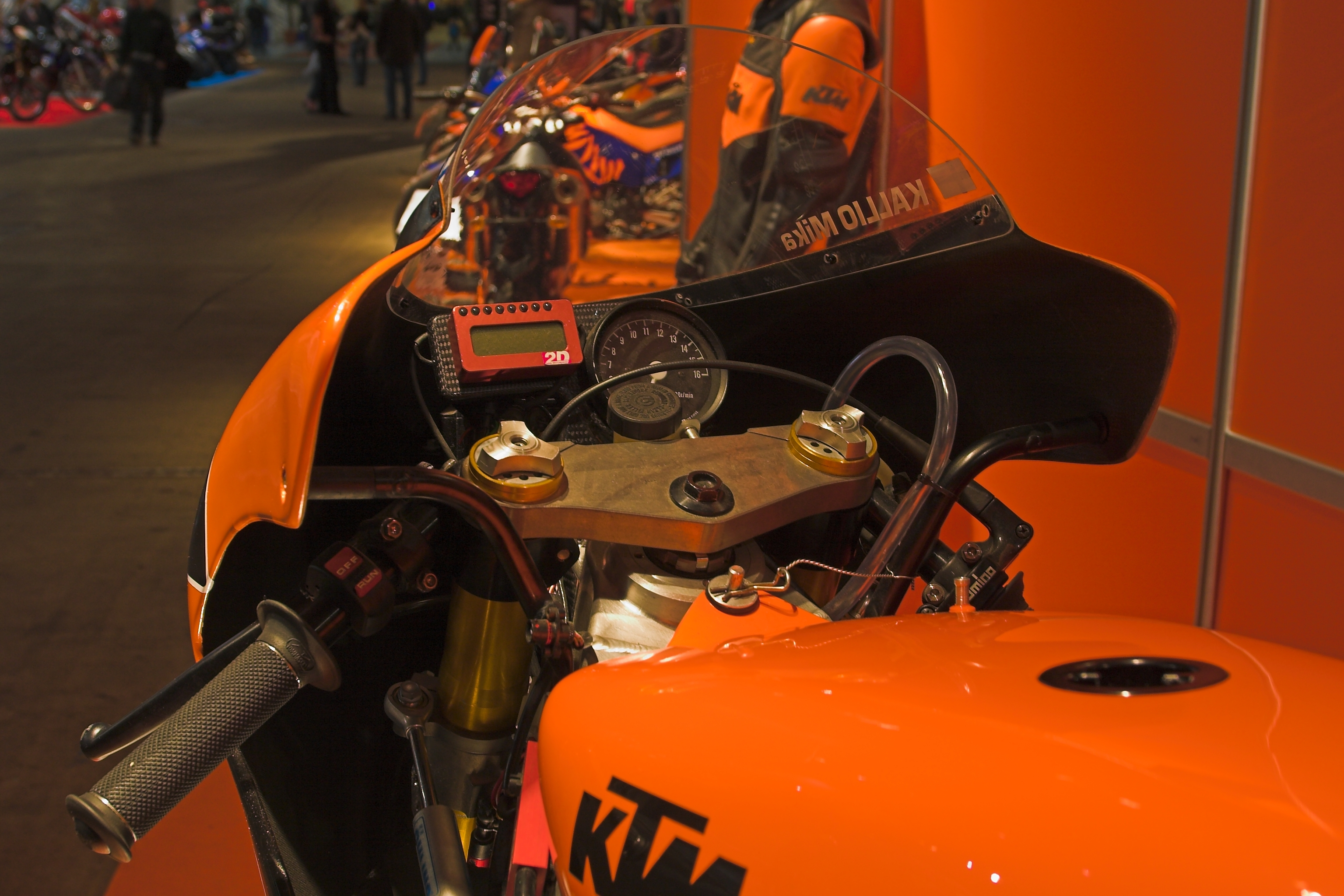
Управління (кокпіт) мотоцикла Гран-прі

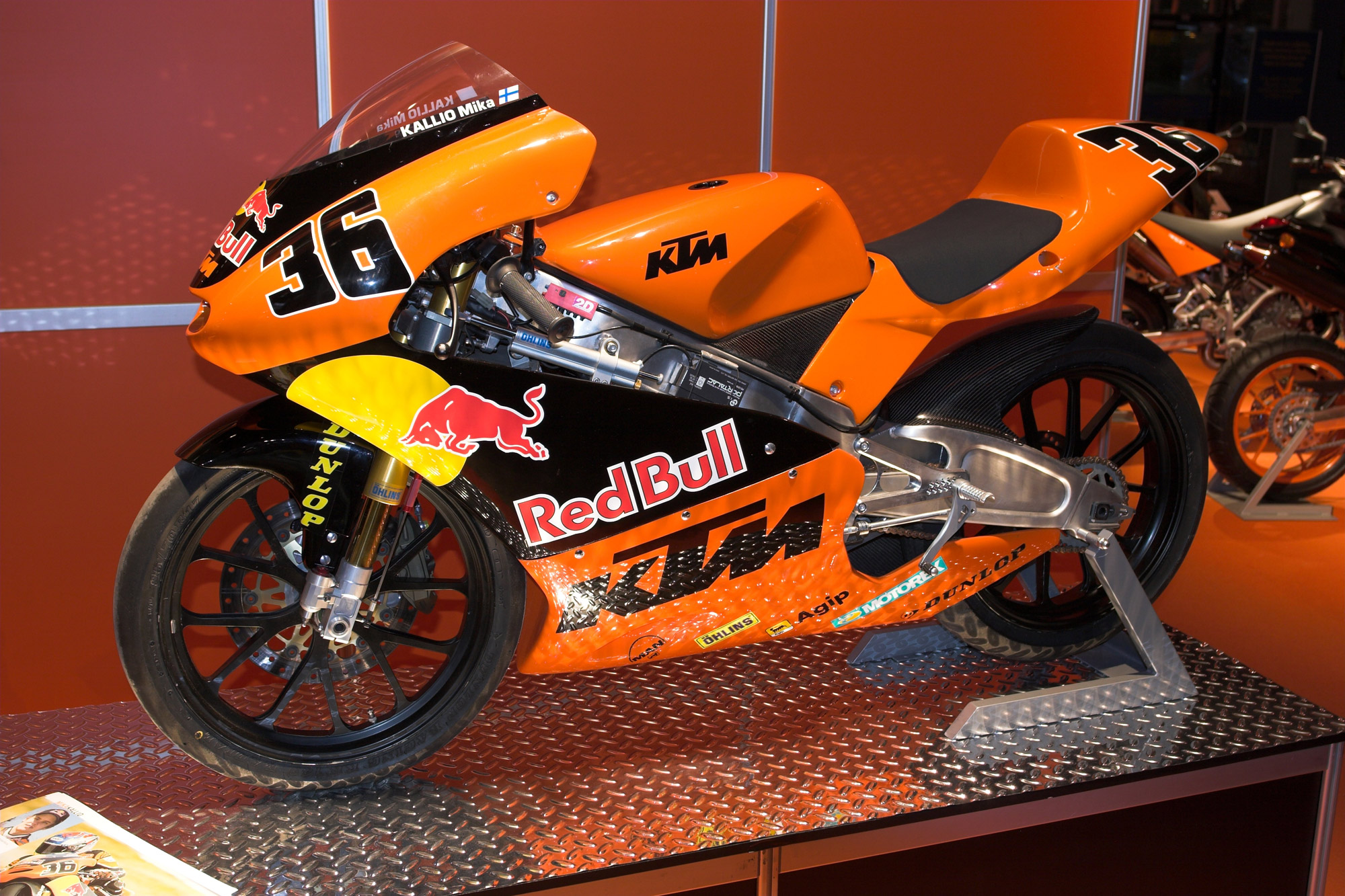
Мотоцикл MotoGP класу 125cc команди KTM

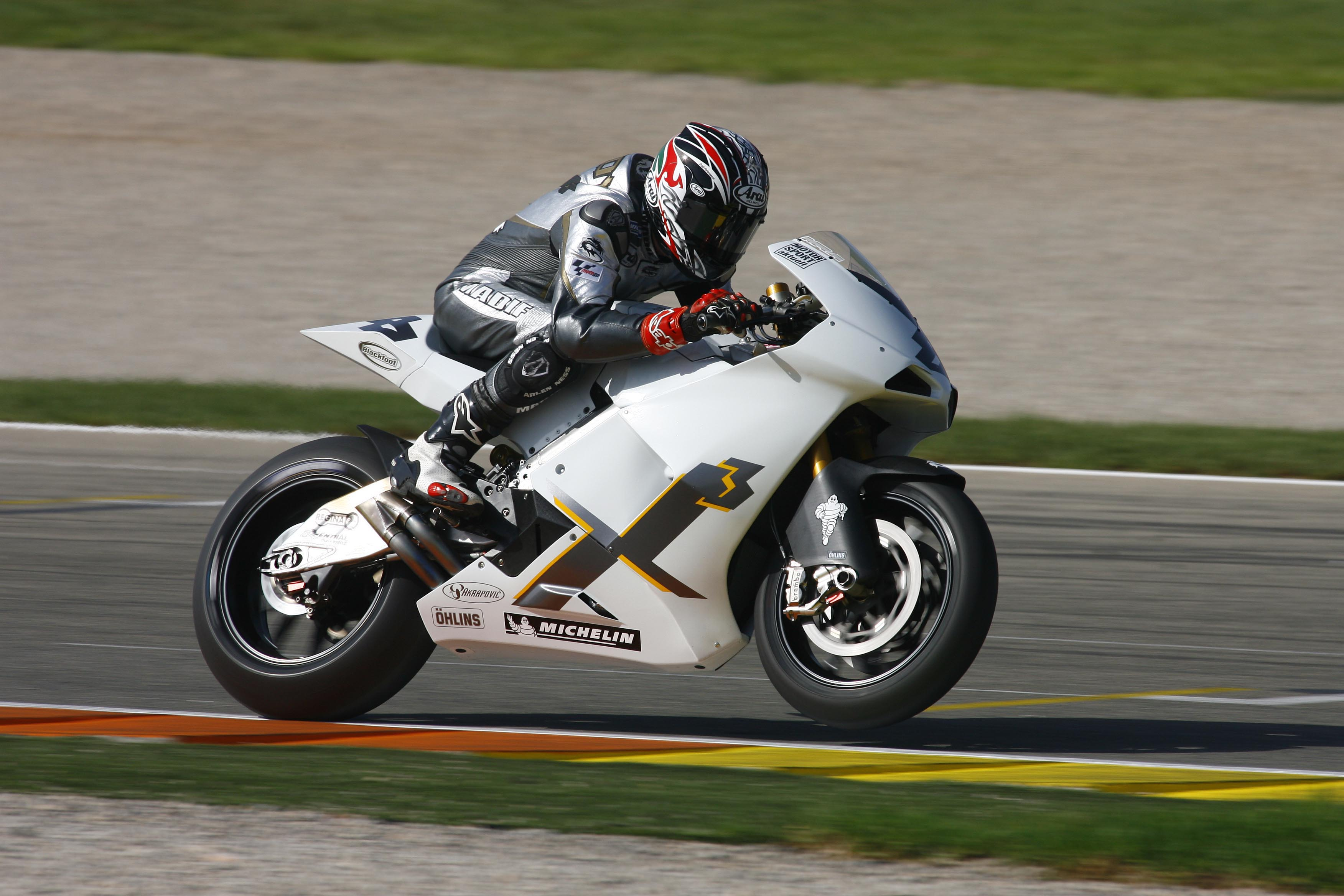
Мотоцикл Ilmor X3

Чемпіонат світу з шосейно-кільцевих мотоперегонів серії Гран-Прі (англ. FIM Road Racing World Championship Grand Prix) — вища категорія спортивних перегонів на несерійних гоночних мотоциклах (прототипах). Вважається «королівським класом» у світі шосейних мотоперегонів. Проводиться Міжнародною мотоциклетною федерацією з 1949 року.

## Власник
До березня 2024 року права належали фірмі Dorna Sports, 1 квітня компанія перейшла під контроль власника Формули-1, американського холдингу Liberty Media.

## Історія
Серію вперше організовано 1949 року Міжнародною федерацією мотоциклетного спорту (Fédération Internationale de Motocyclisme, FIM).
Дебютна гонка серії відбулась 17 червня 1949 року в рамках Isle of Man TT у Великій Британії. Першу перемогу в класі 500cc здобув місцевий гонщик Гарольд Даніель за кермом 2-тактного 500-кубового мотоцикла Norton.
1953: 4 жовтня на Гран-Прі Іспанії перемогу в класі 500cc здобув Фергус Андерсон, якому на той момент виповнилось 44 роки та 237 днів — він став найстаршим переможцем Гран-Прі в історії змагань.
1957: 7 червня відбулось найдовше Гран-Прі усіх часів — загальна протяжність гонки Isle of Man TT склала понад 420 км (7 кіл по 60,2 км). Переможний час Боба МакІнтайра на Gilera склав 2 год. 46 хв. 50,2 с.
1962: 19 серпня відбувся 100-ий етап, Гран-Прі Східної Німеччини. Перемогу в «королівському» класі здобув Майк Гейлвуд на MV Agusta.
1969: 14 вересня на Гран-Прі Югославії перемогу в класі 500cc здобув Годфрі Неш на Norton. Ця перемога стала останньою для 1-циліндрових 500-кубових прототипів.
1972: 24 червня відбувся 200-ий етап, Гран-Прі Нідерландів, де тріумфував Джакомо Агостіні на MV Agusta.
1976: 29 серпня на Гран-Прі Західної Німеччини перемогу здобув Джакомо Агостіні на 4-тактному MV Agusta. Ця перемога стала останньою для чотиритактних двигунів з об'ємом у 500 см³.
1977: 3 липня перемогу на Гран-Прі Бельгії на трасі Спа-Франкоршам здобув Баррі Шин на Suzuki. Його середня швидкість становила 217,37 км/год, що й досьогодні є рекордом.
1981: 16 серпня відбувся 300-ий етап, Гран-Прі Швеції, де тріумфував знову Шин, цього разу на Yamaha. Ця перемога стала останньою для британських гонщиків в «королівському» класі.
1989: 16 липня відбувся 400-ий етап, Гран-Прі Франції, де перемогу здобув Едді Лоусон.
1996: 1 вересня пройшов 500-ий етап, Гран-Прі Імоли, виграв яке Мік Дуейн.
2002: 7 квітня почалася нова ера змагань — клас 500cc був змінений на MotoGP. Двотактні 500-кубові мотоцикли були замінені на чотиритактні з дозволеним об'ємом у 990 см³. Дебютну перемогу на Гран-Прі Японії здобув Валентіно Россі на Honda RC211V.
2003: 25 травня відбувся 600-ий етап, Гран-Прі Франції, перемогу на якому здобув Сете Жібернау знову на Honda RC211V.
2006: 17 вересня, на Гран-Прі Австралії, гонщики вперше заїхали у бокси для зміни мотоцикла під час гонки через складні погодні умови.
2007: робочий об'єм двигунів класу MotoGP був зменшений до 800 см³. 10 березня на Гран-Прі Катару першу перемогу за новими правилами здобув Кейсі Стоунер.
2008: 9 березня пройшла перша гонка під штучним освітленням, Гран-Прі Катару, в якій знову тріумфував Кейсі Стоунер на Ducati GP8.
2009: 26 квітня відбувся 700-ий етап, Гран-Прі Японії, де швидшим виявися Хорхе Лоренсо на Yamaha YZR-M1.
2012: відбулась чергова зміна технічного регламенту. Об'єм двигунів був збільшений з 800 до 1000 см³. 8 квітня перемогу на Гран-Прі Катару за новими правилами здобув знову Хорхе Лоренсо на Yamaha YZR-M1.
2013: Вповаджено новий формат кваліфікації на вибування.
2013: Відмінено «правило новачка»(пілот який проводить дебютний сезон в MotoGP не може виступати за заводську команду) впроваджене з 2010.
2013: Марк Маркес стає першим чемпіоном який отримав титул в дебютному сезоні, а також наймолодшим чемпіоном в історії MotoGP.
2014: Впровадження Відкритої категорії та відміна правил типізації команд. Марк Маркес домінує в сезоні вигравши перші 10 гонок.
2015: Suzuki повертається в MotoGP як заводська команда після чотирьохрічної перерви.
2016: Michelin стає офіційним постачальником гуми після Bridgestone.
2016: На Гран-Прі Каталонії в ході практики загинув пілот Moto2 Льюіс Салом внаслідок падіння в швидкісному повороті та зіткнення із власним мотоциклом. Після інциденту конфігурацію траси негайно змінено подібно до конфігурації Формули 1.
2017: KTM вперше приєднується до чемпіонату як заводська команда.

## Регламент

### Технічний регламент
Чемпіонат світу з шосейно-кільцевих перегонів поділяється на три категорії. В 1990-х роках це були мотоцикли трьох класів: з об'ємом двигуна 125 см³, 250 см³ та 500 см³. На сьогодні класи мають нову назву:
- Moto3 (з 2012 року, 4-тактні двигуни до 250 см³),
- Moto2 (з 2010 року, 4-тактні двигуни до 600 см³)
- MotoGP (з 2007 року, 4-тактні двигуни до 800 см³; з 2012 року —4-тактні мотори до 1000 см³).

До 1988 року Чемпіонат формули Супербайк отримав такий бурхливий розвиток, що його серійні мотоцикли (об'єм двигуна до 1000 см³) мали практично таку ж максимальну швидкість, що і більш легкі прототипи з серії MotoGP з половинним об'ємом двигуна. Цей тиск змусив організаторів змагання в 2002 році підняти планку максимальних об'ємів 4-тактних моторів до 990 см³. Але занадто великі швидкості та міркування безпеки пілотів призвели до зниження ліміту об'єму двигунів до 800 см³ в 2007 році.
По аналогії з змаганнями Формули 1, мотоцикли повинні бути спеціально виготовленими прототипами. На відміну від мотоциклів, що беруть участь в серії «Супербайк», наявність омологаційної партії навпаки не вимагається. Зазвичай команди мають 3 мотоцикли - по одному для кожного з 2-х пілотів команди, а також резервно-запасний.
Мінімальна маса мотоциклів MotoGP коливається від 137 до 163 кг, залежно від кількості циліндрів, але більшість віддає перевагу 4-цилиндровій схемі, що має обмеження за сухою масою у 148 кг (з 2007 року).
У одному сезоні одному гонщику дозволялося використовувати не більше 6 двигунів, що вимагало від команд ведення стратегії, коли і наскільки повно використовувати який двигун. У разі перевищення цього ліміту, гонщик карався останньою позицією на старті гонки. З міркувань економії, з сезону 2013 року введено правило «п'яти двигунів», коли за один сезон одному гонщику дозволяється використати 5 двигунів.

### Гоночний регламент
Старт гонок проводиться з місця. Дистанція відрізняється за класами: Moto3 — 100 км, Moto2 — 110 км, МотоGP — 120 км.
Нарахування очок здійснюється за звичайною для кільцевих мотоперегонів системою — винагороджуються перші 15 пілотів, які отримують від 25 очок до 1 (25-20-16-13-11-10-9-8-7-6-5-4-3-2-1).
У залік марок йде найкращий результат за марками.
За агресивне водіння чи інші порушення гонщики можуть бути покарані штрафними очками, які не віднімаються від загальної кількості набраних очок гонщика, але зараховуються в окремий залік. Штрафні бали мають силу та накопичуються протягом одного сезону (18 гонок). При накопиченні певної суми штрафних очок гонщики отримують покарання:
- 4 — гонщик змушений стартувати в гонці з останнього місця;
- 7 — старт з піт-лейну після проходження всіма гонщиками першого повороту траси;
- 10 — гонщик карається «червоною карткою» — пропуском наступної гонки.

Насправді ці очки не мають суттєвого впливу на результати гонок. Так, у сезоні 2014 найбільше штрафних балів у класі MotoGP зібрав Андреа Іаноне — 2.

## Партнери

### LIQUI MOLY
З сезону 2015 у класах Moto2 та Moto3 чемпіонату є єдиний постачальник палива та паливо-мастильних матеріалів — німецька компанія LIQUI MOLY.

### BMW
З 1999 року офіційним постачальником автомобілів безпеки для гонок MotoGP є компанія BMW. У сезоні 2014 таким автомобілем є BMW M4 Coupe. Окрім того, з 2003 року встановлена спеціальна нагорода «BMW M Award», яка полягає у нагородженні автомобілем BMW M-серії гонщика, який за результатами сезону здобув найбільше очок у кваліфікаційних заїздах.

### Singha
Починаючи з сезону 2014 в MotoGP вперше з'явилось офіційне пиво. Ним став бренд Singha — продукт тайської компанії Boon Rawd Brewery Co, Ltd.

### Tissot
Офіційним хронометристом чемпіонату з 2001 року є швейцарська компанія-виробник годинників Tissot. Чинний контракт розрахований до 2022 року.

## Етапи чемпіонату
У календарі першого чемпіонату MotoGP 1949 року було всього 6 етапів; з них лише Гран-Прі Нідерландів залишилось до наших днів. У 1951 році кількість змагань збільшилась до восьми, у 1961 році пройшов перший етап за межами Європи — Гран-Прі Аргентини.
У календарі чемпіонату 2014 року було 18 гонок. Більшість змагань відбувається у Європі, лише 7 проходить за її межами: у Малайзії, Японії, Австралії, Катарі, Аргентині та ще дві гонки у США. В зв'язку тенденцією до глобалізації MotoGP планується, що до 2016 року більшість етапів (11 або 12) буде проходити за межами Європи.
У середньому на кожному етапі беруть участь 95 гонщиків та 600 членів їхніх команд. До організації гонок залучено приблизно 800 спеціалістів: 350 маршалів та працівників автодрому, 300 працівників з офісу промоутера етапу, а також члени команди підтримки та дівчата grid girl. Компанію організатора змагань Dorna Sports представляють 180 працівників: 80 з них представляють TV-департамент (оператори, репортери, інженери та монтери), 25 входять до складу центрального апарату управління.
На кожен етап видається в середньому 600 перепусток для представників ЗМІ.

### Логістика
Для перевезення обладнання та техніки на кожен неєвропейський етап використовується 3 літаки Boeing 747 «Джамбо». Загальна маса спорядження становить приблизно 350 тонн. З них тільки обладнання для телетрансляції займає 50 т, обладнання для хронометражу, сервери, комп'ютери - 7 т, мотоцикли та спорядження команд — 180 т. Окрім цього, транспортуванню підлягають також службові автомобілі BMW. Основна частина вантажу, порядку 300 тон, транспортується спеціально замовленими для цього літаками «Джамбо», ще 50 тон переправляється попутними регулярними рейсами.
Для транспортування вантажу з аеропорту до автомотодрому та у зворотньому напрямку винаймається компанія із числа місцевих перевізників, оскільки їм легше вирішити питання із проходженням митних процедур. наприклад, у Японії це «Nippon Express», у Австралії — «Gibson Freight».
Найбільше вантажу, 17 тон, належить команді «Repsol Honda». Для порівняння, для забезпечення гонщика команди класу Moto3 достатньо 600—700 кг. Команді «Kiefer Racing» (клас Moto3) вистачає 1,4 тони, «Italtrans Racing Team» (Moto2) вже потрібно 3,2 тони. Вантаж команди «Dynavolt Intact GP» з її єдиним гонщиком Сандро Кортезі важить 1,5 тони, а на його упакування вистачає 90 хвилин.
Вартість транспортування вантажів на всі неєвропейські етапи сезону 2014 становила 53,64 € за 1 ка.

### Відеотрансляція
Для проведення відео трансляції використовується понад 100 відеокамер формату FullHD: приблизно 20 з них розташовані в безпосередній близькості до треку, 2 знаходяться на гелікоптерах, кілька гіроскопічних камер, розташованих на мотоциклах гонщиків. Починаючи з Гран-Прі Сан Марино, яке відбувалось 12—14 вересня 2014 року, Dorna Sports розпочала трансляцію у найновішому форматі Ultra-High Definition 4K з роздільною здатністю 3840×2160 пікселів. На той момент трансляцію у такому форматі мали технічну можливість проводити лише кілька світових каналів, зокрема SKY Italia.

## Популярність
MotoGP є найпопулярнішими змаганнями у світі мотоспорту. Завдяки підписанню угоди між Dorna Sports та Sport24 (компанією, яка здійснює супутникове мовлення на мобільних транспортних об'єктах) у 2013 році, мешканці 208 країн сьогодні можуть дивитися гонки MotoGP по телевізору. Завдяки розширенню Інтернет-мереж, 280 млн осіб отримали доступ до прямих трансляцій по всьому світу, без обмеження за регіональною ознакою.
У 2012 році відбулось 18 етапів чемпіонату світу у 12 країнах на 4-х континентах; у них узяли участь 86 спортсменів 23 національностей. Змагання відвідали 2 215 543 глядачів. У наступному сезоні кількість вболівальників, які відвідали гонки, збільшилась до 2 433 763, а у 2014 — до 2 473 624 чоловік при незмінній кількості етапів. Найпопулярнішим Гран-Прі сезону протягом останніх років є Гран-Прі Чехії, яке в останньому сезоні за три дні змагань відвідало понад 240 тис. глядачів, причому понад 138 тис. з них відвідало фінальний день змагань.

## Цікаві факти
За всю історію MotoGP у змаганнях взяли участь 104 виробника мотоциклів (станом на 01.01.2013), включаючи такі рідкісні марки, як Munch, Koenig, Chevalier і FIOR. До-речі, мотоцикли Harley-Davidson також виходили на старт в гонках Гран-Прі на початку 1970-х, гонщики H-D заробили за весь час 28 очок в трьох гонках, одного разу фінішувавши у TOP-5.
Перемоги у гонках загалом святкували 26 виробників. Найуспішнішою у серії є японська Honda, яка єдиною тріумфувала у всіх класах чемпіонату та станом на кінець 2015 року здобула 708 перемог на етапах серії Гран-Прі. Найуспішнішим європейським виробником є Aprilia, на рахунках якої 294 тріумфи.